# A Different Corner
A Different Corner är en ballad skriven och producerad av George Michael. Sången släpptes som George Michaels solosingel den 2 april 1984, trots att han då fortfarande utgjorde en del av duon Wham! tillsammans med Andrew Ridgeley. Michaels första solosingel, "Careless Whisper" från 1984, lanserades som "George Michael & Wham" i USA. 

## Beskrivning
"A Different Corner" erövrade förstaplatsen på brittiska singellistan. "A Different Corner" var den första låten på brittiska singellistans topp, där samma artist är kompositör, sångare, arrangör, producent och därtill spelar samtliga instrument.
Sången handlar om hur George Michael befann sig i ett förhållande som höll på att ta slut, men att han hade svårt att släppa taget om personen.
En strof lyder:
| ” | Take me back in time maybe I can forget Turn a different corner and we never would have met | „ |

Musikvideon utspelar sig i ett helvitt rum, där en vitklädd George Michael framför sången.

## Låtlista

### Vinylsingel – 7"
1. "A Different Corner" – 3:57
2. "A Different Corner" (instrumental) – 4:13

### Maxisingel – 12"
1. "A Different Corner" – 3:57
2. "A Different Corner" (instrumental) – 4:13